# رایموندو دینزئو
رایموندو دینزئو (ایتالیایی: Raimondo D'Inzeo; ۸ فوریهٔ ۱۹۲۵ – ۱۵ نوامبر ۲۰۱۳) سوارکار اهل ایتالیا بود.
وی در مسابقات کشوری و بین‌المللی در مجموع برندهٔ ۳ مدال طلا، ۳ مدال نقره، ۴ مدال برنز شده‌است.